# Сиргели (село)
Сиргели (каз. Сіргелі, до 2023 г. — Чичерино) — село в Сарыагашском районе Туркестанской области Казахстана. Входит в состав Капланбекского сельского округа. Код КАТО — 515469800.

## Население
В 1999 году население села составляло 2219 человек (1100 мужчин и 1119 женщин). По данным переписи 2009 года, в селе проживали 2942 человека (1473 мужчины и 1469 женщин).